# Сённерборг (замок)
Замок Сённерборг (дат. Sønderborg Slot) — замок в Дании, бывшая резиденция герцогов Сённерборгских. Расположен в центре города Сённерборг на острове Альс близ юго-восточного побережья Ютландии (область Южная Дания). В замке находится музей, посвящённый истории и культуре региона (работает круглый год).

## История
Замок был, вероятно, основан как защитная башня Вальдемаром Великим в 1158 году на островке в проливе Альс-Сунн (дат. Als Sund), который был позже связан с островом Альс. Был построен для защиты от нападений вендов и входил в большую систему фортификационных сооружений. Со временем замок был увеличен и перестроен.
В последующих годах между датским королём и герцогами Шлезвига шла борьба за обладание островом Альс и городом Сённерборг, вследствие чего замок неоднократно менял своего владельца. В замке состоялась свадьба Вальдемара IV Аттердага и сестры герцога Хельвиг.
Около 1350 года замок был значительно расширен, были построены Синяя башня (дат. Blåtårn) и огромные внешние стены. В 1490 году перешёл в собственность короля. Король Ганс и его сын Кристиан II достроили замок и превратили его в одну из самых сильных крепостей Дании.
В 1523 году Кристиан II был свергнут с престола, а через несколько лет заключён в замок на 17 лет. Согласно легенде его поместили в Синюю башню, но на самом деле он жил в королевских условиях и вероятно имел возможность совершать прогулки в пределах внешних стен, хотя и под строгим наблюдением. Низложенный король иногда даже присоединялся к охоте дворян острова.
Во времена короля Кристиан III в середине XIV столетия крепость была улучшена. Архитектор Геркулес фон Оберберг (дат.) в период между 1549—1557 годами преобразовал её в замок с четырьмя боковыми крыльями. Было сохранено западное крыло времён короля Ганса, три остальных были построены в стиле Ренессанса.
После смерти в 1559 году Кристиана III Оберберг в 1568—1570 годы построил для вдовствующей королевы Доротеи уникальную часовню замка.
После смерти Доротеи в 1571 году замок перешёл в собственность герцога Ганса II фон Шлезвиг-Гольштейн-Сённерборг-Плён. В течение его правления замок был центром герцогства. После его смерти в 1622 году оно было разделено.
Замок оставался в руках герцогов Шлезвига до 1667 года, когда герцогство Сённерборг вместе в замком было присоединено к датским королевским владениям. В замке осталась резиденция представителя герцогства. Тем не менее в период с 1667 по 1718 года замок большей частью не использовался.
В 1718—1726 годы король Фредерик IV перестроил замок в стиле барокко в основном с помощью архитектора Вильгельма фон Платена (дат.). В 1755 году Синяя башня была снесена, в 1764-м замок перешёл в руки герцога Аугустенбургского, но вопреки ожиданиям он не стал его резиденцией, а был сдан в аренду под склад.
Во время Датско-прусской войны 1848—1850 годов и Датской войны 1864 года использовался как госпиталь и место расквартирования датских войск.
После войны 1864 года остров и замок перешли к Пруссии и служили бараками с 1867 по 1918 годы, пока не были повторно возвращены Дании в 1920 году. Последний герцог Аугустенбургский Эрнст Гюнтер позволил в 1920 году музею муниципалитета Сённерборг занять часть замка. В следующем году датское правительство выкупило замок у герцога и позволило разместиться в нём нескольким учреждениям (с учётом постепенного расширения музея).
В 1945—1946 годы замок использовался как место для интернирования обвиняемых.
В 1964—1973 годы замок был основательно перестроен, ему был возвращён вид в стиле барокко, который он имел во времена Фредерика IV. Окна той эпохи были заменены «масками» — окнами с широкими деревянными рамами. Первоначальные крепостные валы в 1970-е годы стали частью садов.

## Музей
С 1921 года в замке расположен Музей замка Сённерборг (дат. Museet på Sønderborg Slot), который является главным музеем бывшего герцогства Шлезвиг. Музей владеет коллекциями экспонатов местной и региональной истории со времён Средневековья до наших дней. Особенное внимание уделено войнам 1848—1850 и 1864 годов, периоду Второй мировой войны, а также воссоединению с Данией в 1920 году.
В музее также проходят выставки предметов судоходства, текстильной промышленности и ремёсел. Есть небольшая коллекция картин, включающая работы живописцев южной Ютландии.

## Часовня замка Сённерборг
Уникальная часовня замка, также известная как Часовня королевы Доротеи, построенная в 1568—1570 годы Геркулесом фон Обербергом для королевы Доротеи, отражает перемены, происходившие в Дании после Реформации. Она осталась в почти неизменном виде и, как полагают, является одной из самых старых и хорошо сохранившихся лютеранских королевских часовен Европы.
Многие части часовни были изготовлены в Антверпене в мастерской архитектора Франса Флориса. Одному из сыновей королевской пары, герцогу Гансу II, построили склеп в часовне с внушительной дверью из мрамора и алебастра.
Строительство органа часовни приписывают мастеру Херманну Рафаелису (ок. 1515 — 8 июля 1583, нидерл. Hermann Raphaëlis). Создан он был около 1570 года. Окраска органа датируется преимущественно 1626 годом. Рафаелис был родом из Голландии, сын мастера органостроения Габриеля Рафаеля Роттенстина (нидерл. Gabriel Raphael Rottensteen). Был приглашён в Данию около 1550 года, предположительно для постройки органа собора в Роскилле. Помимо строительства органа в Роскилле (построен в 1555 году) участвовал в постройке органа для часовни Копенгагенского замка в 1557 году. Позже переехал в Саксонию, где строил органы для часовен замков саксонского курфюрста Августа, зятя королевы Доротеи.
В 1996 году орган был перестроен датским органостроителем и историком Мадсом Кьерсгардом (дат. Mads Kjersgaard) в соответствии с традициями XIV века. В музее действует постоянная выставка сохранившихся частей органа эпохи Ренессанса.
Под западной галереей часовни располагаются хоры, под которыми первоначально было место для короля. Его убрали после изменения положения органа в 1626 году. Кресла были сделаны местным резчиком по дереву Нильсом Тагсеном (дат. Niels Tagsen). Он также изготовил кафедру проповедника и три фигуры, помещённые на органе в 1626 году. Тогда же местным мастером Вульфом Петерсеном (дат. Wulf Petersen) были частично перекрашены корпус и дверцы органа.
Часовню можно посетить в часы работы музея.

## Большой зал
Большой Зал (дат. Riddersal) длиной 34 метра был комнатой для приёма гостей герцога и местом проведения вечеринок и танцев. Помещение все ещё используется для особых событий. Например, в 1998 году там состоялась бракосочетание племянницы королевы Маргрете II, принцессы Александры (Alexandra), и графа Джефферсона-Фридриха (Jefferson-Friedrich).

## Управление замком
Замок Сённерборг принадлежит Дании, управляется специальным агентством (дат. Slots- og Ejendomsstyrelsen) и используется Музеем замка Сённерборг.